# مورگانویل (نیوجرسی)
مورگانویل (به انگلیسی: Morganville) یک منطقهٔ مسکونی در ایالات متحده آمریکا است که در مارلبورو، نیوجرسی واقع شده‌است. مورگانویل ۱۴٫۰۶۱ کیلومتر مربع مساحت و ۵٬۰۴۰ نفر جمعیت دارد و ۵۸ متر بالاتر از سطح دریا واقع شده‌است.